# Bühl (Bibertal)
Bühl ist ein Gemeindeteil mit 1746 Einwohnern (Stand Oktober 2023) von Bibertal im schwäbischen Landkreis Günzburg in Bayern. Anlässlich der bayerischen Gebietsreform wurde zum 1. Mai 1978 die ehemals selbständige Gemeinde Bühl mit anderen Gemeinden zur Einheitsgemeinde Bibertal zusammengeschlossen. Verwaltungssitz der Gemeinde ist Bühl.

## Geschichte
Das Pfarrdorf gehörte lange Zeit zur habsburgischen Markgrafschaft Burgau. Ab 1696 war Bühl im Besitz der Freiherren von Osterberg, die den Ort zum Sitz eines Obervogteiamtes machten.

## Sehenswürdigkeiten

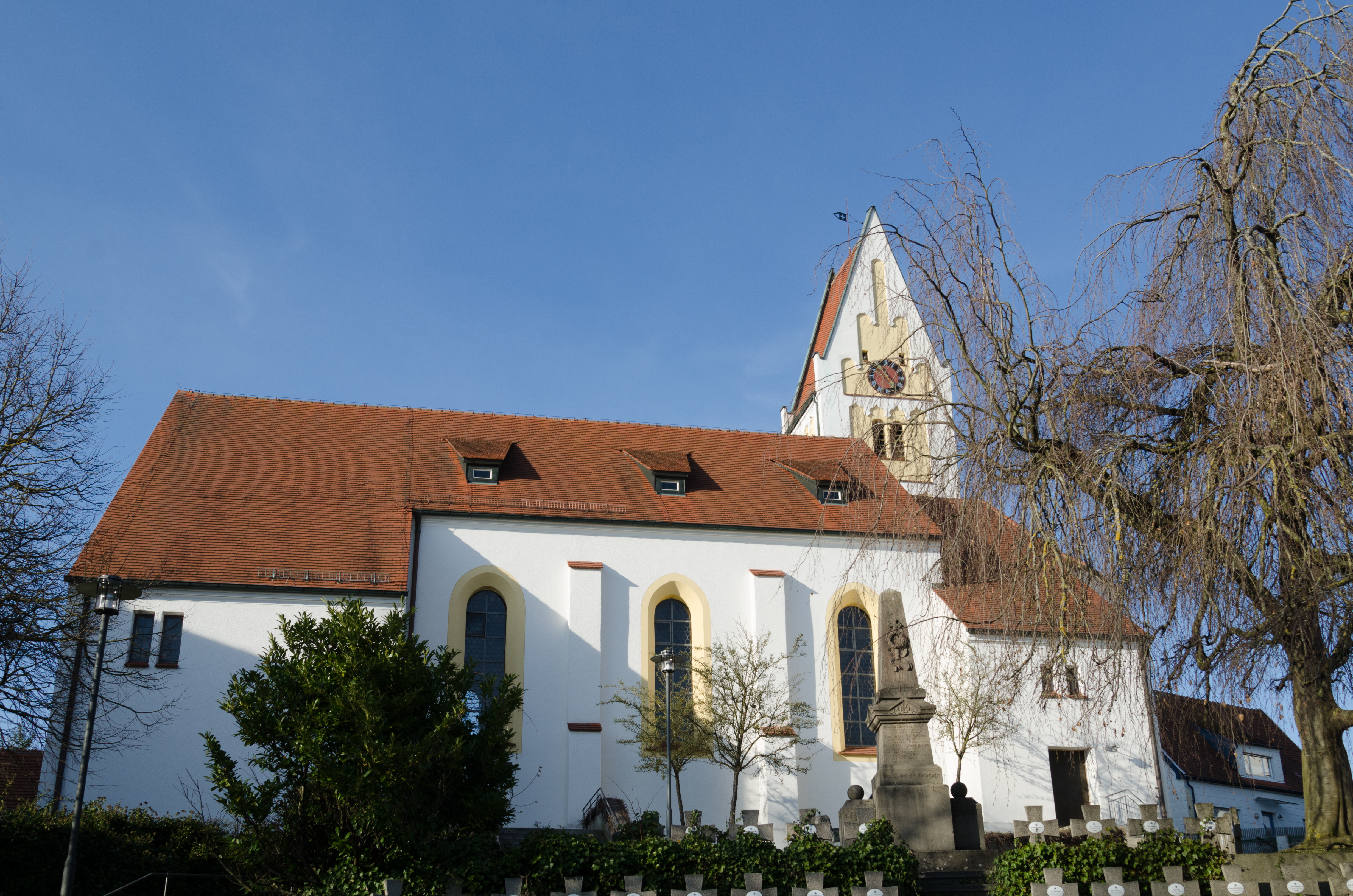
Kirche St. Margaretha

Siehe auch: Liste der Baudenkmäler in Bühl
- Katholische Pfarrkirche St. Margaretha
- Steinkreuz aus dem späten Mittelalter